# Noiã
Noiã (em mongol: Ноян; romaniz.: Noian) ou noiom (em mongol: ноён; romaniz.: noyon; em russo: нойон; romaniz.: noion) é um termo que designou, ao longo da história dos mongóis, aqueles que não pertenciam à linhagem reinante, mas que foram confiados com algum alto ofício pelo cã. No Império Mongol, designou os comandantes das unidades decimais que dividiam o exército (100, 100, 1 000 e 10 000), embora muitas vezes fosse usado só pelos mais elevados entre eles. Uma vez que a principal função dos noiãs era a guerra, as fontes árabes e persas equivaleram-o a emir, e as turcas como bei/begue. Dicionários chineses equivaleram-o a guanrém, "oficial".